# Zealandicesa setosa
Zealandicesa setosa är en tvåvingeart som beskrevs av Sinclair 1997. Zealandicesa setosa ingår i släktet Zealandicesa och familjen Brachystomatidae. Inga underarter finns listade i Catalogue of Life.